# Staatsstraße 2166
Die Staatsstraße 2166 führt von Königstein an Vilseck vorbei nach Freihung, weiter über Mantel nach Weiden und endet schließlich nach 57 Kilometern bei Vohenstrauß.

## Straßenverlauf
Die Staatsstraße 2166 beginnt als Ausfahrt der B 85  nahe von Königstein (Oberpfalz). Die ersten 8,5 Kilometer schlängelt sich die Straße an Dörfern wie Sigras, Kalchsreuth und Sigl vorbei. Danach beginnt mit einer Ausfahrt die Ortsumgehung von Vilseck. Die Ausfahrt bietet Anschluss an die Orte Sorghof; Vilseck St 2123, Schlicht und über St 2120 mit Hahnbach und Amberg. Außerdem ist über diese Ausfahrt die Zufahrt zum Truppenübungsplatz Lager von Vilseck zu erreichen. Im weiteren Verlauf passiert die Staatsstraße einen Kreisverkehr mit Anbindung an Vilseck. Nach weiteren 7,5 Kilometern verläuft die Staatsstraße für 500 Meter auf der B 299 . Danach hat sie die erste Ortsdurchquerung von Freihung. Bereits 1,5 Kilometern folgt die zweite Ortsdurchquerung von Thansüß. Danach folgt nach 3 Kilometern nun im Landkreis Neustadt die vorerst letzte Ortsdurchquerung von Dürnast. Hier zweigt eine Straße St 2966 nach Kaltenbrunn ab. Nach 3 Kilometern folgt die Ortsumgehung von Weiherhammer. Danach läuft die Straße über die derzeit im Bau befindliche Haidenaabbrücke Ausfahrt Mantel. Von hier aus sind es noch 7 Kilometer bis zur A 93  und zum Ortseingang von Weiden. Nach weiteren 2 Kilometern kreuzt die Frauenrichter Straße (St 2166) die Bahnhofstraße (St 2657) und wird zu Weiglstraße. Etwa einen Kilometer weiter erreicht die Staatsstraße das Stadtzentrum. Bevor die Stadt jedoch verlassen wird, begegnet die Staatsstraße der Bundesstraße 22  mit Verbindungen nach Bayreuth und Cham. Nach dem Ortsausgang führt die Straße an den Orten Theisseil und Letzau vorbei. Dieser Abschnitt hat sonderlich viele Rastplätze. Danach zweigt eine Staatsstraße St 2396 nach Waldthurn ab. Anschließend fungiert die Straße als Ortsumgehung von Waldau, Altenstadt und Vohenstrauß, bevor sie im Kreisverkehr der Autobahn-Ausfahrt Vohenstrauß West  endet.